# Silas Zacharias Clemmensen
Silas Zacharias Clemmensen (født 25. oktober 1996 i Rakkeby) er en forhenværende cykelrytter fra Danmark.
Han har blandt andet deltaget tre gange ved PostNord Danmark Rundt.